# گاه‌شماری حسابی
گاه‌شماری حسابی، گاه‌شماری قراردادی یا گاه‌شماری جدولی الگوریتمی جانشینی است که برای محاسبه دقیق آغاز، تقسیمات و کبیسه‌گیری گاه‌شماری‌های مبتنی بر محاسبات نجومی یا طبیعی از جمله تقویم هجری خورشیدی و تقویمهای قمری هلالی (گاه‌شماری هجری قمری هلالی) به کار می‌رود.
این در حالیست که اکثر تقویمها از جمله گاه‌شماری میلادی خود حسابی یا قراردادی هستند یعنی با یک محاسبه ساده قابل پیش بینی هستند؛ و یکی از اصول یک گاهشماری داشتن محاسبات جدولی است که تقویم رسمی ایرانی هرچند دقیقترین تقویم به لحاظ تطبیق با طبیعت و زمان نجومی است اما از مهمترین اصل یک تقویم که محاسباتی بودن است محروم است. از این رو اندیشمندان از گذشته تا کنون در فکر محاسباتی کردن این تقویم بوده‌اند و در این زمینه تقویمهایی ایجاد شده است.

## خورشیدی
یکی از گاه‌شماری‌های حسابی توسط احمد بیرشک ارائه شده‌است و در کنار گاه‌شماری رسمی ایران که غیرحسابی است مشهور بوده و بعلت خطی بودن کاربرد آن آسانتر است. این تقویم با توجه به زیردوره‌ها و دوره‌های میانی تقویم جلالی و تکمیل آن در قالب یکدوره بزرگتر ۲۸۲۰ ساله ایجاد شده‌است. دوره بزرگ مذکور ابتدا توسط ذبیح بهروز محاسبه، کشف و پیشنهاد داده شد آنگاه توسط احمد بیرشک دوره‌های میانی آن تعریف شد و مدون گردید.
دیگر گاهشماری حسابی که دقیقترین کبیسه بندی رایانه‌ای (ریاضی) را داراست گاهشماری حسابی رایانه‌ای است که توسط موسی اکرمی تدوین شده‌است و ادامه تقویم بیرشک و به مراتب از آن نجومی‌تر و ریاضی‌تر می‌باشد.